# Jorge Bermúdez
Jorge Bermúdez (Armenia, 18 juni 1971) is een voormalig profvoetballer uit Colombia. Hij speelde als verdediger en beëindigde zijn carrière in 2007, waarna hij het trainersvak instapte.

## Clubcarrière
Bermúdez speelde clubvoetbal in onder meer Colombia, Argentinië en Griekenland. Hij begon zijn profloopbaan bij Deportes Quindío en sloot daar ook zijn carrière af.

## Interlandcarrière
Bermúdez speelde 56 officiële interlands voor Colombia in de periode 1995-2001, en scoorde drie keer. Onder leiding van bondscoach Hernán Darío Gómez maakte hij zijn debuut op 31 januari 1995 in de vriendschappelijke wedstrijd tegen Zuid-Korea (1-0) in Hongkong, net als Arley Dinas (America de Cali), Bonner Mosquera (Millonarios), José Fernando Santa (Atletico Nacional), Luis Quiñónez (Once Caldas), John Jairo Gómez (Independiente Medellín), Alex Comas (Deportes Quindio) en Alonso Alcibar (Once Caldas). Bermúdez nam met Colombia onder meer deel aan het WK voetbal 1998. Ook deed hij mee aan drie edities van de strijd om de Copa América (1995, 1997 en 1999), en aan de Olympische Spelen van 1992 in Barcelona.

## Erelijst
América de Cali
- Copa Mustang

1990, 1992
 Boca Juniors
- Copa Libertadores

2000, 2001
- Intercontinental Cup

2000
- Primera División

1998-Apertura, 1999-Clausura, 2000-Apertura